# Carl P. Svensson

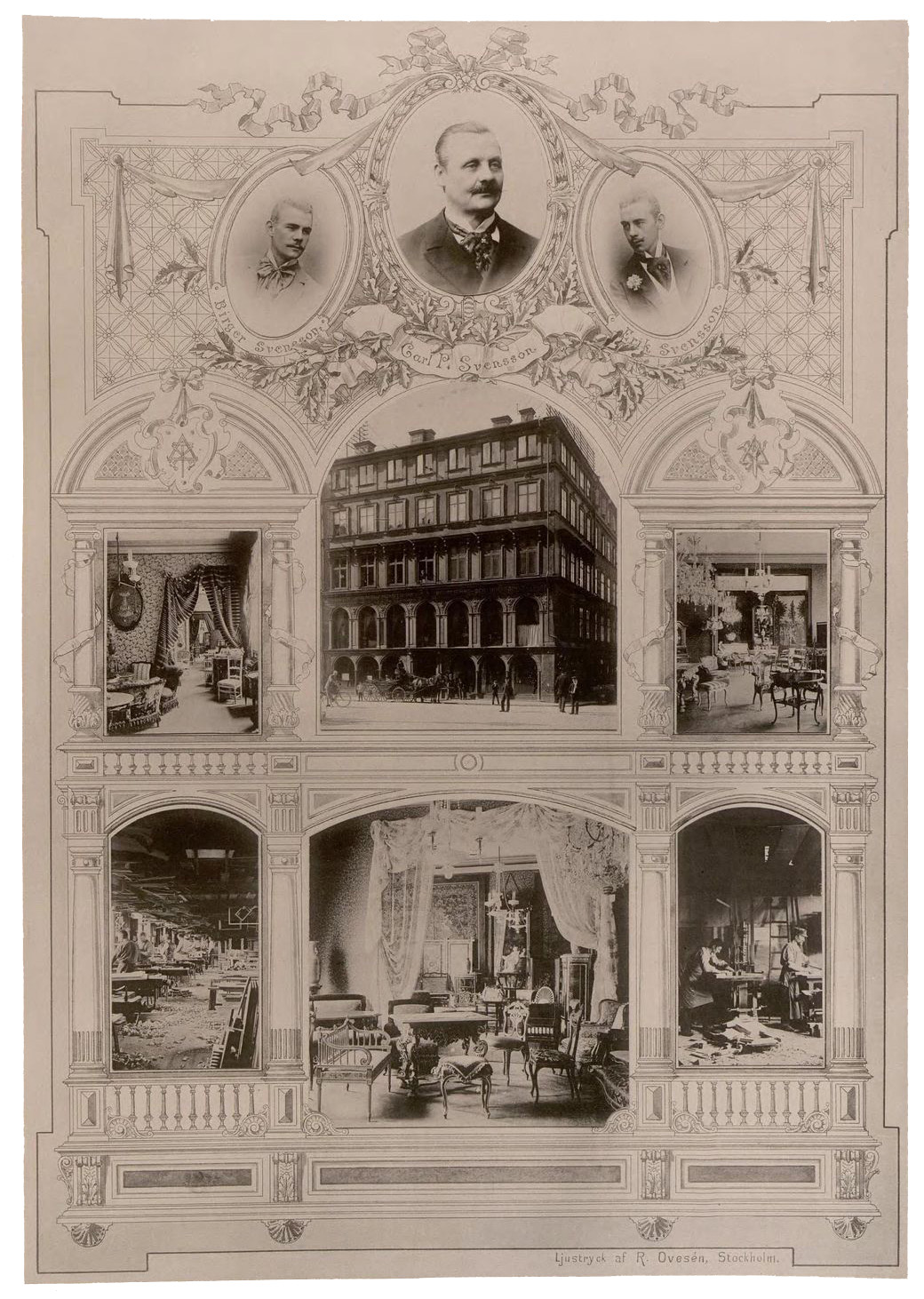
Företaget presenterat i bildverk omkring 1900.

Carl P. Svensson, egentligen Carl Petter Svensson, född 1835, död 1911, var en svensk möbelfabrikör, verksam i Stockholm vid slutet av 1800-talet. 
Svensson startade sin firma 1860 och den ombildades 1896 till Aktiebolaget Carl P. Svensson. Till en början tillverkade och sålde man endast stoppade möbler, men efter att 1868 ha flyttat till Brunkebergstorg 11, tillkom en verkstad för möbelsnickeri. Sedan 1878 fanns dessutom avdelningar för möbeltyger, mattor och gardiner och från 1883 såldes även järnsängar, ljuskronor och lampor. Tapetserarverkstaden fanns i samma hus som affären, medan snickeriverkstäderna fanns vid Tunnelgatan 12 och firman sysselsatte vid sekelskiftet 60—70 arbetare.
Bland företagets prestigefyllda inredningsuppdrag kan nämnas. 
- Åt kung Karl XV: Inredning av Ulriksdals slott, två festvåningar på Stockholms slott samt Karl XV:s och drottning Lovisas enskilda våningar.
- Prins Augusts bröllopsuppsättning.
- Medverkan vid inrättandet av kung Oscar II:s och drottning Sofias våningar vid inflyttningen i slottet samt kronprinsens bröllopsuppsättning.
- Hela inredningen till hotellet vid Saltsjöbaden med alla möbler och sängkläder.
- Ett stort antal möblemang till privata våningar, däribland den så kallade brännvinskungen L.O. Smiths.

Svenssons möbler finns bland annat representerade på Nordiska museet i Stockholm och Victoria and Albert Museum i London. 